# Championnats d'Asie de cyclisme sur piste
Les Championnats d'Asie de cyclisme sur piste sont les championnats continentaux de cyclisme sur piste  pour les pays membres de la Confédération asiatique de cyclisme. Jusqu'en 2016, les championnats d'Asie de cyclisme sur route et sur piste sont organisés ensemble. À partir de 2017, ils ont lieu séparément. La décision d'autoriser des villes hôtes distinctes pour chaque discipline a été prise au congrès de la Confédération asiatique de cyclisme de janvier à Tokyo, après les championnats de 2016 au Japon. L'objectif est de permettre aux petits pays asiatiques qui ne disposent pas de vélodrome de pouvoir postuler à l'organisation des épreuves sur route.

## Éditions
| Année | Pays              | Ville              | Vélodrome           |
| ----- | ----------------- | ------------------ | ------------------- |
| 1963  | Malaisie          | Kuala Lumpur       | Merdeka Stadium     |
| 1965  | Philippines       | Manille            |                     |
| 1967  | Thaïlande         | Bangkok            |                     |
| 1969  | Corée du Sud      | Séoul              |                     |
| 1971  | Singapour         | Singapour          | Farrer Park Stadium |
| 1973  | Japon             | Izu                |                     |
| 1975  | Indonésie         | Jakarta            |                     |
| 1977  | Philippines       | Manille            |                     |
| 1979  | Malaisie          | Kuala Lumpur       |                     |
| 1981  | Thaïlande         | Bangkok            |                     |
| 1983  | Philippines       | Manille            |                     |
| 1985  | Corée du Sud      | Incheon            |                     |
| 1987  | Indonésie         | Jakarta            |                     |
| 1989  | Inde              | New Delhi          |                     |
| 1991  | Chine             | Beijing            |                     |
| 1993  | Malaisie          | Ipoh               |                     |
| 1995  | Philippines       | Quezon City        | Amoranto Velodrome  |
| 1997  | Iran Corée du Sud | Téhéran Séoul      |                     |
| 1999  | Japon             | Maebashi           | Green Dome Maebashi |
| 2000  | Chine             | Shanghai           |                     |
| 2001  | Taipei chinois    | Kaohsiung Taichung |                     |
| 2002  | Thaïlande         | Bangkok            |                     |
| 2003  | Corée du Sud      | Changwon           | Changwon Velodrome  |

| Année | Pays                | Ville              | Vélodrome                                   |
| ----- | ------------------- | ------------------ | ------------------------------------------- |
| 2004  | Japon               | Yokkaichi          | Yokkaichi Bicycle Velodrome                 |
| 2005  | Inde                | Ludhiana           | PAU Velodrome                               |
| 2006  | Malaisie            | Kuala Lumpur       | Velodrome DBKL                              |
| 2007  | Thaïlande           | Bangkok            | Velodrome Huamark                           |
| 2008  | Japon               | Nara               | Nara Keirin Velodrome                       |
| 2009  | Indonésie           | Tenggarong         | Velodrome Tenggarong                        |
| 2010  | Émirats arabes unis | Charjah            | Zayed Velodrome                             |
| 2011  | Thaïlande           | Nakhon Ratchasima  | King’s 80th Birthday Anniversary Velodrome  |
| 2012  | Malaisie            | Kuala Lumpur       | Cheras Velodrome                            |
| 2013  | Inde                | New Delhi          | Indira Gandhi Stadium                       |
| 2014  | Kazakhstan          | Astana             | Saryaka Velodrome                           |
| 2015  | Thaïlande           | Nakhon Ratchasima  | King’s 80th Birthday Anniversary Velodrome  |
| 2016  | Japon               | Izu                | Izu Velodrome                               |
| 2017  | Inde                | New Delhi          | Indira Gandhi Stadium                       |
| 2018  | Malaisie            | Nilai              | Velodrom Nasional Malaysia                  |
| 2019  | Indonésie           | Jakarta            | Jakarta International Velodrome             |
| 2020  | Corée du Sud        | Jincheon           | Jincheon National Training Center Velodrome |
| 2021  | Pas de compétition  | Pas de compétition | Pas de compétition                          |
| 2022  | Inde                | New Delhi          | Indira Gandhi Stadium                       |
| 2023  | Malaisie            | Nilai              | Velodrom Nasional Malaysia                  |
| 2024  | Inde                | New Delhi          | Indira Gandhi Stadium                       |
| 2025  | Malaisie            | Nilai              | Velodrom Nasional Malaysia                  |

## Épreuves masculines

### Kilomètre
| Année | Or                         | Argent                     | Bronze                     |
| ----- | -------------------------- | -------------------------- | -------------------------- |
| 1971  | Yaichi Numata              | Benjamin Evangelista       | Daud Ibrahim               |
| 1995  | Narihiro Inamura           | Hong Suk-Hwan              | Masanaga Shiohara          |
| 1999  | Narihiro Inamura           | Ji Sung-Hwan               | Hong Suk-Hwan              |
| 2001  | Keiichi Omori              | Song Kyung-Bang            | Huang Chih-ying            |
| 2002  | Keiichi Omori              | Lin Chih-hsan              | Yan Liheng                 |
| 2003  | Masaki Inoue               | Guo Jianbin                | Liu Chin-feng              |
| 2004  | Masaki Inoue               | Keiichiro Yaguchi          | Ma Yajun                   |
| 2006  | Kang Dong-Jin              | Yusho Oikawa               | Wu Dan                     |
| 2007  | Li Wenhao                  | Kang Dong-Jin              | Mohd Rizal Tisin           |
| 2008  | Mohd Rizal Tisin           | Li Wenhao                  | Yudai Nitta                |
| 2009  | Han Tao                    | Mohd Rizal Tisin           | Wong Kin Chung             |
| 2010  | Zhang Miao                 | Mohd Hafiz Sufian          | Yudai Nitta                |
| 2011  | Mohd Rizal Tisin           | Zhang Miao                 | Han Jae-Ho                 |
| 2012  | Mohd Edrus Yunus           | Mahmoud Parash             | Wu Lok Chun                |
| 2013  | Jun Won-Gu                 | Kenta Inake                | Hsiao Shih-hsin            |
| 2014  | Im Chae-bin                | Yuta Wakimoto              | Wu Lok Chun                |
| 2015  | Im Chae-bin                | Wu Lok Chun                | Ehsan Khademi              |
| 2016  | Mohammad Daneshvar Khorram | Shugo Hayasaka             | Kim Woo-gyeom              |
| 2017  | Mohammad Daneshvar Khorram | Hsiao Shih-hsin            | Na Jung-gyu                |
| 2018  | Tomohiro Fukaya            | Hsiao Shih-hsin            | Mohammad Daneshvar Khorram |
| 2019  | Sergey Ponomaryov          | Hsiao Shih-hsin            | Kim Jun-cheol              |
| 2020  | Andrey Chugay              | Muhammad Fadhil Mohd Zonis | Liu Qi                     |
| 2022  | Yuta Obara                 | Muhammad Fadhil Mohd Zonis | Ronaldo Laitonjam          |
| 2023  | Muhammad Fadhil Mohd Zonis | Ronaldo Laitonjam          | Woorim Choi                |
| 2024  | Li Zhiwei                  | Minato Nakaishi            | Kirill Kurdidi             |
| 2025  | Ryuto Ichida               | Liu Qi                     | Kirill Kurdidi             |

### Keirin
| Année | Or                | Argent                       | Bronze                       |
| ----- | ----------------- | ---------------------------- | ---------------------------- |
| 1995  | Masanaga Shiohara | Tsutomu Oyokota              |                              |
| 1999  | Shinichi Ota      | Yuichiro Kamiyama            | Eum In-Young                 |
| 2001  | Toshiaki Fushimi  | Hisanori Uchibayashi         | Kim Chi-Bum                  |
| 2002  | Hiroshi Tsutsumi  | Masaya Kurita                | Shi Qingyu                   |
| 2003  | Keiichiro Yaguchi | Shinichi Ota                 | Kim Chi-Bum                  |
| 2004  | Keiichiro Yaguchi | Choi Jeong-Wook              | Hiroyuki Inagaki             |
| 2005  | Cho Ho-Sung       | Tsubasa Kitatsuru            | Zhang Lei                    |
| 2006  | Mohd Rizal Tisin  | Hiroyuki Inagaki             | Wong Kin Chung               |
| 2007  | Azizulhasni Awang | Toshiaki Fushimi             | Mahmoud Parash               |
| 2008  | Azizulhasni Awang | Kiyofumi Nagai               | Choi Lae-Seon                |
| 2009  | Kazunari Watanabe | Mohd Hafiz Sufian            | Mahmoud Parash               |
| 2010  | Kazunari Watanabe | Kazuya Narita                | Mohd Hafiz Sufian            |
| 2011  | Kota Asai         | Josiah Ng                    | Azizulhasni Awang            |
| 2012  | Josiah Ng         | Azizulhasni Awang            | Kazunari Watanabe            |
| 2013  | Josiah Ng         | Mahmoud Parash               | Jun Won-Gu                   |
| 2014  | Yuta Wakimoto     | Azizulhasni Awang            | Im Chae-bin                  |
| 2015  | Azizulhasni Awang | Yuta Wakimoto                | Worayuth Kapunya             |
| 2016  | Im Chae-bin       | Xu Chao                      | Azizulhasni Awang            |
| 2017  | Yūta Wakimoto     | Kazunari Watanabe            | Muhammad Shah Firdaus Sahrom |
| 2018  | Tomoyuki Kawabata | Im Chae-bin                  | Azizulhasni Awang            |
| 2019  | Yuta Wakimoto     | Muhammad Shah Firdaus Sahrom | Tomoyuki Kawabata            |
| 2020  | Yuta Wakimoto     | Azizulhasni Awang            | Yudai Nitta                  |
| 2022  | Kohei Terasaki    | Muhammad Shah Firdaus Sahrom | Sergey Ponomaryov            |
| 2023  | Azizulhasni Awang | Shinji Nakano                | Muhammad Ridwan Sahrom       |
| 2024  | Kento Yamasaki    | Li Zhiwei                    | Yung Tsun Ho                 |
| 2025  | Shinji Nakano     | Muhammad Shah Firdaus Sahrom | Kaiya Ota                    |

### Vitesse individuelle
| Année | Or                | Argent               | Bronze                       |
| ----- | ----------------- | -------------------- | ---------------------------- |
| 1995  | Hyun Byung-Chul   | Kazuhiro Kaida       | Toshinobu Saito              |
| 1999  | Hideki Yamada     | Noriaki Mabuchi      | Hyun Byung-Chul              |
| 2001  | Takashi Kaneko    | Cho Hyun-ok          | Hiroyuki Nunoi               |
| 2002  | Kiyofumi Nagai    | Wu Hsien-Tang        | Gao Zhiguo                   |
| 2003  | Kim Chi-Bum       | Yuichiro Maesori     | Hiroyuki Inagaki             |
| 2004  | Hiroyuki Inagaki  | Tsubasa Kitatsuru    | Jeon Yeong-Gyu               |
| 2005  | Tsubasa Kitatsuru | Zhang Lei            | Gao Yahui                    |
| 2006  | Tsubasa Kitatsuru | Zhang Lei            | Kazuya Narita                |
| 2007  | Tsubasa Kitatsuru | Kazunari Watanabe    | Josiah Ng                    |
| 2008  | Azizulhasni Awang | Choi Lae-Seon        | Tang Qi                      |
| 2009  | Azizulhasni Awang | Kazunari Watanabe    | Bao Saifei                   |
| 2010  | Zhang Miao        | Kang Dong-Jin        | Yudai Nitta                  |
| 2011  | Tsubasa Kitatsuru | Zhang Miao           | Azizulhasni Awang            |
| 2012  | Kazunari Watanabe | Azizulhasni Awang    | Zhang Lei                    |
| 2013  | Josiah Ng         | Hassan Ali Varposhti | Choi Lae-Seon                |
| 2014  | Azizulhasni Awang | Seiichiro Nakagawa   | Kang Dong-jin                |
| 2015  | Tomoyuki Kawabata | Azizulhasni Awang    | Kang Dong-jin                |
| 2016  | Im Chae-bin       | Xu Chao              | Azizulhasni Awang            |
| 2017  | Azizulhasni Awang | Tomoyuki Kawabata    | Yuta Wakimoto                |
| 2018  | Kazunari Watanabe | Azizulhasni Awang    | Im Chae-bin                  |
| 2019  | Azizulhasni Awang | Xu Chao              | Muhammad Shah Firdaus Sahrom |
| 2020  | Azizulhasni Awang | Yuta Wakimoto        | Tomohiro Fukaya              |
| 2022  | Kento Yamasaki    | Ronaldo Laitonjam    | Andrey Chugay                |
| 2023  | Azizulhasni Awang | Kaiya Ota            | Kento Yamasaki               |
| 2024  | Yuta Obara        | Li Zhiwei            | Muhammad Shah Firdaus Sahrom |
| 2025  | Kaiya Ota         | Shinji Nakano        | Muhammad Shah Firdaus Sahrom |

### Vitesse par équipes
| Année | Or                                                           | Argent                                                                         | Bronze                                                                                   |
| ----- | ------------------------------------------------------------ | ------------------------------------------------------------------------------ | ---------------------------------------------------------------------------------------- |
| 1999  | Japon Narihiro Inamura Toshiaki Fushimi Takanobu Jumonji     | Corée du Sud Hyun Byung-Chul Hong Suk-Hwan Ji Sung-Hwan                        | Taipei chinois Cheng Keng-hsien Wu Hsien-tang Tseng Chi-ming                             |
| 2001  | Japon Takashi Kaneko Hiroyuki Nunoi Keiichi Omori            | Corée du Sud Cho Hyun-ok Song Kyung-Bang Kim Chi-Bum                           | Taipei chinois Liu Chih-feng Lin Chih-hsun Lin Kun-hung                                  |
| 2002  | Japon Keiichi Omori Kiyofumi Nagai Tomohiro Nagatsuka        | Chine                                                                          | Taipei chinois                                                                           |
| 2003  | Japon Masaki Inoue Yuichiro Maesori Hiroyuki Inagaki         | Corée du Sud                                                                   | Taipei chinois                                                                           |
| 2004  | Japon Keiichiro Yaguchi Masaki Inoue Keiichi Omori           | Taipei chinois                                                                 | Corée du Sud Choi Jeong-Wook Jeon Yeong-Gyu                                              |
| 2005  | Chine Zhang Lei Feng Yong Gao Yahui                          | Corée du Sud Jeon Yeong-Gyu Kim Chi-Bum Cho Ho-Sung                            | Malaisie Junaidi Mohd Nasir Mohd Rizal Tisin Mohd Hafiz Sufian                           |
| 2006  | Chine Zhang Lei Wu Dan Lin Feng                              | Japon Kazuya Narita Tsubasa Kitatsuru Yudai Nitta                              | Malaisie Mohd Rizal Tisin Mohd Hafiz Sufian Junaidi Mohd Nasir                           |
| 2007  | Chine Feng Yong Lin Feng Zhang Lei                           | Corée du Sud Kang Dong-Jin Choi Lae-Seon Park Soo-Hyun                         | Iran Farshid Farsinejadian Mahmoud Parash Hassan Ali Varposhti                           |
| 2008  | Chine Zhang Qiang Tang Qi Li Wenhao                          | Malaisie Azizulhasni Awang Mohd Rizal Tisin Mohd Edrus Yunus                   | Japon Kiyofumi Nagai Tomohiro Nagatsuka Yudai Nitta                                      |
| 2009  | Malaisie Azizulhasni Awang Mohd Edrus Yunus Mohd Rizal Tisin | Iran Farzin Arab Hassan Ali Varposhti Alireza Ahmadi                           | Chine Zhang Qiang Bao Saifei Han Tao                                                     |
| 2010  | Chine Cheng Changsong Zhang Lei Zhang Miao                   | Japon Kazuya Narita Yudai Nitta Kazunari Watanabe                              | Iran Farzin Arab Hassan Ali Varposhti Mahmoud Parash                                     |
| 2011  | Chine Zhang Lei Zhang Miao Cheng Changsong                   | Japon Kazuki Amagai Tsubasa Kitatsuru Kota Asai                                | Malaisie Josiah Ng Mohd Edrus Yunus Mohd Rizal Tisin                                     |
| 2012  | Chine Cheng Changsong Zhang Lei Zhang Miao                   | Japon Seiichiro Nakagawa Yudai Nitta Kazunari Watanabe                         | Iran Ali Aliaskari Mahmoud Parash Mohammad Parash                                        |
| 2013  | Chine Hu Ke Tang Qi Xu Chao                                  | Malaisie Arfy Qhairant Amran Mohd Edrus Yunus Farhan Amri Zaid                 | Japon Kenta Inake Takashi Sakamoto Makuru Wada                                           |
| 2014  | Corée du Sud Kang Dong-jin Im Chae-bin Jeyong Son            | Chine Hu Ke Xu Chao Bao Saifei                                                 | Japon Seiichiro Nakagawa Kazunari Watanabe Yudai Nitta                                   |
| 2015  | Corée du Sud Kang Dong-jin Im Chae-bin Jeyong Son            | Japon Kazuki Amagai Kazunari Watanabe Yudai Nitta                              | Chine Hu Ke Xu Chao Bao Saifei                                                           |
| 2016  | Corée du Sud Kang Dong-jin Im Chae-bin Jeyong Son            | Chine Hu Ke Xu Chao Bao Saifei                                                 | Japon Seiichiro Nakagawa Kazunari Watanabe Kazuki Amagai                                 |
| 2017  | Chine Gao Jianwei Li Jianxin Luo Yongjia                     | Iran Hassan Ali Varposhti Ali Aliaskari Mohammad Daneshvar Khorram             | Japon Kazunari Watanabe Kazuki Amagai Tomoyuki Kawabata                                  |
| 2018  | Corée du Sud Im Chae-bin Park Jeone Son Yeong                | Japon Kazunari Watanabe Tomoyuki Kawabata Yoshitaku Nagasako                   | Chine Luo Yongjia Bi Wenju Li Jianxin                                                    |
| 2019  | Japon Kazuki Amagai Yudai Nitta Tomohiro Fukaya              | Chine Guo Shuai Xu Chao Zhou Yu                                                | Malaisie Azizulhasni Awang Muhammad Fadhil Mohd Zonis Muhammad Shah Firdaus Sahrom       |
| 2020  | Japon Kazuki Amagai Yudai Nitta Tomohiro Fukaya              | Chine Zhou Yu Luo Yongjia Zhang Miao                                           | Corée du Sud Kim Dong-ha Kim Cheng-su Seok Hye-yun                                       |
| 2022  | Japon Yuta Obara Kaiya Ota Yoshitaku Nagasako Kohei Terasaki | Malaisie Fadhil Zonis Shah Firdaus Sahrom Ridwan Sharom                        | Inde David Beckham Ronaldo Laitonjam Rojit Singh Yanglem Esow Alban                      |
| 2023  | Japon Kaiya Ota Yuta Obara Yoshitaku Nagasako                | Chine Guo Shuai Zhou Yu Xue Chenxi                                             | Malaisie Muhammad Fadhil Mohd Zonis Muhammad Ridwan Sahrom Umar Hasbullah                |
| 2024  | Japon- Yuta Obara - Kento Yamasaki - Minato Nakaishi         | Malaisie- Muhammad Ridwan Sahrom - Muhammad Fadhil Mohd Zonis - Umar Hasbullah | Chine- Jin Zhiheng - Li Zhiwei - Liu Kuan                                                |
| 2025  | Japon- Yoshitaku Nagasako - Kaiya Ota - Shinji Nakano        | Chine- Haoju Tang - Feng Yusheng - Liu Qi - Zou Tianlong (q)                   | Malaisie- Mohd Akmal Nazimi Jusena - Muhammad Ridwan Sahrom - Muhammad Fadhil Mohd Zonis |

### Poursuite individuelle
| Année | Or                | Argent               | Bronze                    |
| ----- | ----------------- | -------------------- | ------------------------- |
| 1971  | Kazumasa Yamamoto | Kwon Jung-hyun       | Romin Salamante           |
| 1995  | Vadim Kravchenko  | Eugen Wacker         |                           |
| 1999  | Vadim Kravchenko  | Wong Kam Po          | Noriyuki Iijima           |
| 2001  | Vadim Kravchenko  | Noriyuki Iijima      | Wong Kam Po               |
| 2002  | Noriyuki Iijima   | Hossein Askari       | Wong Kam Po               |
| 2003  | Alireza Haghi     | Jang Sun-jae         | Vladimir Bushanskiy       |
| 2004  | Kei Uchida        | Hossein Askari       | Alireza Haghi             |
| 2005  | Jang Sun-jae      | Alexey Lyalko        | Joo Hyun-wook             |
| 2006  | Jang Sun-jae      | Hwang In-hyeok       | Kei Uchida                |
| 2007  | Hwang In-hyeok    | Mahdi Sohrabi        | Amir Zargari              |
| 2008  | Hossein Nateghi   | Alexey Kolessov      | Kim Dong-hun              |
| 2009  | Li Wei            | Vladimir Tuychiev    | Feng Chun-kai             |
| 2010  | Jang Sun-jae      | Feng Chun-kai        | Hossein Askari            |
| 2011  | Jang Sun-jae      | Alireza Haghi        | Kazushige Kuboki          |
| 2012  | Alireza Haghi     | Cheung King Lok      | Vladimir Tuychiev         |
| 2013  | Jang Sun-jae      | Dias Omirzakov       | Alireza Haghi             |
| 2014  | Im Jae-yeon       | Yuan Zhong           | Behnam Khalilikhosroshahi |
| 2015  | Park Sang-hoon    | Cheung King Lok      | Ryo Chikatani             |
| 2016  | Cheung King Lok   | Dias Omirzakov       | Min Kyeong-ho             |
| 2017  | Park Sang-hoon    | Artyom Zakharov      | Li Wen-chao               |
| 2018  | Ryo Chikatani     | Min Kyeong-ho        | Artyom Zakharov           |
| 2019  | Min Kyeong-ho     | Alisher Zhumakan     | Li Wen-chao               |
| 2020  | Park Sang-hoon    | Alisher Zhumakan     | Min Kyeong-ho             |
| 2022  | Shoi Matsuda      | Park Sang-hoon       | Vishwajit Singh           |
| 2023  | Kazushige Kuboki  | Shoi Matsuda         | Zhang Haiao               |
| 2024  | Shoi Matsuda      | Mohammad Al Mutaiwei | Ng Pak-hang               |
| 2025  | Kazushige Kuboki  | Mohammad Al Mutaiwei | Min Kyeong-ho             |

### Poursuite par équipes
| Année | Or                                                                                            | Argent                                                                                  | Bronze                                                                               |
| ----- | --------------------------------------------------------------------------------------------- | --------------------------------------------------------------------------------------- | ------------------------------------------------------------------------------------ |
| 1963  | Malaisie                                                                                      | Iran                                                                                    | République du Viêt Nam                                                               |
| 1971  | Japon Takeo Ota Masayuki Hasebe Yaichi Numata Kenichi Ono                                     | Corée du Sud Suk Choon-bong Kim Kwang-sun Ro Hae-soo Kwon Jung-kook                     | Thaïlande Suriya Saechia Vitaya Poontharikapan Cherdchoo Sukkato Pinit Kaykopkaew    |
| 1995  | Corée du Sud                                                                                  | Japon                                                                                   |                                                                                      |
| 1999  | Japon Noriyuki Iijima Toshibumi Kodama Isao Matsuzaki Shinya Sakamoto                         | Corée du Sud Cho Hyun-ok Kwan Ki-bak Hong Suk-hwan Noh Young-shik                       | Iran Alireza Haghi Mousa Arbati Reza Raz Hassan Maleki Amir Zargari                  |
| 2001  | Corée du Sud Choi Soon-young Chun Dae-hong Cho Ho-sung Chang Il-nam                           | Taipei chinois Chen Teng-tian Pai Chi-lin Ting Cheng-chang Tsai Shao-yu                 | Japon Noriyuki Iijima Yusuke Kuroki Megumu Morohashi Kanotoshi Madoba                |
| 2002  | Chine                                                                                         | Iran Hossein Askari Amir Zargari Abbas Saeidi Tanha Mousa Arbati Alireza Haghi          | Japon                                                                                |
| 2003  | Corée du Sud Song Kyung-bang Choi Soon-young Jang Sun-jae Kwak Hoon-sin                       | Iran Alireza Haghi Mahdi Sohrabi Abbas Saeidi Tanha Amir Zargari Hossein Askari         | Japon Takashi Sasaki Kei Uchida Taiji Nishitani Yusuke Kuroki                        |
| 2004  | Corée du Sud Choi Dae-yong Song Kyung-bang Park Sun-ho Lee Hyun-gu                            | Iran Mahdi Sohrabi Amir Zargari Hossein Askari Alireza Haghi                            | Japon Kei Uchida Taiji Nishitani Yusuke Kuroki Kazuhiro Mori                         |
| 2005  | Corée du Sud Jang Sun-jae Park Sung-baek Cho Hyun-ok Youm Jung-hwan                           | Iran Mahdi Sohrabi Amir Zargari Hossein Askari Alireza Haghi                            | Japon Tadashi Iijima Makoto Iijima Taiji Nishitani Kazuhiro Mori                     |
| 2006  | Corée du Sud Jang Sun-jae Park Sung-baek Youm Jung-hwan Kim Dong-hun                          | Iran Ghader Mizbani Alireza Haghi Abbas Saeidi Tanha Amir Zargari                       | Taipei chinois Liu Chin-feng Lee Wei-cheng Lin Heng-hui Chen Chien-ting              |
| 2007  | Chine Li Wei Qu Xuelong Chen Libin Ma Teng                                                    | Iran Amir Zargari Alireza Haghi Hossein Nateghi Mahdi Sohrabi                           | Corée du Sud Jang Sun-jae Jang Chan-jae Hwang In-hyeok Kim Tae-gyun                  |
| 2008  | Chine Li Wei Qu Xuelong Chen Libin Ma Teng                                                    | Iran Amir Zargari Mostafa Seyed Rezaei Mahdi Sohrabi Hossein Nateghi Abbas Saeidi Tanha | Japon Makoto Iijima Kazuhiro Mori Reona Sumi Takayuki Kawanishi                      |
| 2009  | Chine Li Wei Qu Xuelong Ma Teng Chen Libin                                                    | Iran Arvin Moazemi Alireza Haghi Behnam Khosroshahi Hossein Nateghi                     | Kazakhstan Sergey Kuzin Nikolay Ivanov Anton Diganov Alexey Kolessov Maxim Gourov    |
| 2010  | Corée du Sud Cho Ho-sung Hwang In-hyeok Jang Sun-jae Park Seon-ho                             | Chine Chen Pan Jiang Xiao Li Chuanmin Wang Jie                                          | Hong Kong Cheung King Lok Choi Ki Ho Kwok Ho Ting Wong Kam Po                        |
| 2011  | Corée du Sud Jang Sun-jae Park Sung-baek Park Seon-ho Park Keon-woo                           | Hong Kong Cheung King Lok Kwok Ho Ting Cheung King Wai Choi Ki Ho                       | Japon Kazushige Kuboki Yu Motosuna Taiji Nishitani Ryu Sasaki                        |
| 2012  | Corée du Sud Jang Sun-jae Park Keon-woo Park Seon-ho Park Sung-baek                           | Hong Kong Cheung King Lok Cheung King Wai Choi Ki Ho Kwok Ho Ting                       | Kazakhstan Sergey Kuzin Alexey Lyalko Dias Omirzakov Artyom Zakharov                 |
| 2013  | Corée du Sud Jang Sun-jae Park Keon-woo Park Seon-ho Park Sung-baek                           | Japon Eiya Hashimoto Shogo Ichimaru Kazuki Ito Kazushige Kuboki                         | Hong Kong Cheung King Lok Choi Ki Ho Kwok Ho Ting Leung Chun Wing                    |
| 2014  | Chine Shi Tao Yuan Zhong Qin Chenlu Shen Pingan                                               | Hong Kong Cheung King Wai Cheung King Lok Leung Chun Wing Wu Lok Chun                   | Corée du Sud Jang Sun-jae Park Keon-woo Park Seon-ho Cho Ho-sung                     |
| 2015  | Chine Liu Hao Liu Wei Qin Chenlu Shen Pingan                                                  | Japon Kazushige Kuboki Ryo Chikatani Shogo Ichimaru Takuto Kurabayashi                  | Corée du Sud Shin Dong-hyun Park Keon-woo Park Sang-hoon Im Jae-yeon                 |
| 2016  | Chine Liu Hao Fan Yang Qin Chenlu Shen Pingan Xue Chaohua                                     | Japon Ryo Chikatani Kazushige Kuboki Hiroaki Harada Shogo Ichimaru                      | Corée du Sud Park Keon-woo Kim Ok-cheol Min Kyeong-ho Shin Don-gin Im Jae-yeon       |
| 2017  | Chine Yuan Zhong Fan Yang Qin Chenlu Xue Saifei                                               | Corée du Sud Min Kyeong-ho Park Sang-hoon Kim Ok-cheol Im Jae-yeon                      | Japon Takuto Kurabayashi Ryo Chikatani Minori Shimmura Hiroaki Harada                |
| 2018  | Japon Ryo Chikatani Shogo Ichimaru Shunsuke Imamura Keitaro Sawada                            | Corée du Sud Min Kyeong-ho Im Jae-yeon Kim Ok-cheol Kang Tae-woo                        | Chine Hou Yake Xue Chaohua Qin Chenlu Shen Pingan                                    |
| 2019  | Corée du Sud Im Jae-yeon Kim Ok-cheol Min Kyeong-ho Shin Don-gin                              | Japon Ryo Chikatani Eiya Hashimoto Shogo Ichimaru Kazushige Kuboki                      | Kazakhstan Robert Gaineyev Roman Vassilenkov Artyom Zakharov Alisher Zhumakan        |
| 2020  | Japon Ryo Chikatani Shunsuke Imamura Kazushige Kuboki Keitaro Sawada Eiya Hashimoto           | Corée du Sud Park Sang-hoon Shin Don-gin Min Kyeong-ho Im Jae-yeon Jang Hun             | Hong Kong Mow Ching Yin Leung Ka Yu Cheung King Lok Leung Chun Wing                  |
| 2022  | Japon Shoi Matsuda Kazushige Kuboki Shunsuke Imamura Naoki Kojima Eiya Hashimoto              | Corée du Sud Park Sang-hoon Min Kyeong-ho Shin Don-gin Jang Hun                         | Inde Vishwajit Singh Dinesh Kumar Venkappa Kengalgutti Anantha Narayan Naman Kapil   |
| 2023  | Japon Eiya Hashimoto Shoi Matsuda Naoki Kojima Kazushige Kuboki                               | Chine Yang Yang Zhang Haiao Sun Wentao Sun Haijiao                                      | Kazakhstan Artyom Zakharov Alisher Zhumakan Ramis Dinmukhametov Dmitriy Noskov       |
| 2024  | Japon- Kazushige Kuboki - Naoki Kojima - Shoi Matsuda - Eiya Hashimoto - Shunsuke Imamura (q) | Chine- Yang Yang - Pei Zhengyu - Zhang Haiao - Zhang Jinyan                             | Kazakhstan- Alisher Zhumakan - Ramis Dinmukhametov - Ilya Karabutov - Dmitriy Noskov |
| 2025  | Corée du Sud- Hong Seung-min - Kim Hyeon-seok - Park Sang-hoon - Min Kyeong-ho                | Japon- Naoki Kojima - Shoi Matsuda - Eiya Hashimoto - Kazushige Kuboki                  | Kazakhstan- Ilya Karabutov - Dmitriy Noskov - Maxim Khoroshavin - Alisher Zhumakan   |

### Course aux points
| Année | Or                 | Argent            | Bronze               |
| ----- | ------------------ | ----------------- | -------------------- |
| 1995  | Masahiro Yasuhara  | Daisaku Takahashi | Sergey Lavrinenko    |
| 2001  | Cho Ho-sung        | Chun Dae-hong     | Makoto Iijima        |
| 2002  | Makoto Iijima      | Noriyuki Iijima   | Wong Kamp-po         |
| 2003  | Song Kyung-bang    | Mahdi Sohrabi     | Taiji Nishitani      |
| 2004  | Song Kyung-bang    | Wong Kamp-po      | Abbas Saeidi Tanha   |
| 2005  | Alexey Lyalko      | Youm Jung-hwan    | Makoto Iijima        |
| 2006  | Makoto Iijima      | Hossein Askari    | Cheung King-wai      |
| 2007  | Feng Chun-kai      | Kazuhiro Mori     | Makoto Iijima        |
| 2008  | Ilya Chernyshov    | Kazuhiro Mori     | Vadim Shaekov        |
| 2009  | Vladimir Tuychiev  | Kazuhiro Mori     | Kwok Ho-ting         |
| 2010  | Cho Ho-Sung        | Amir Zargari      | Kwok Ho-ting         |
| 2011  | Mohammad Rajablou  | Park Sung-baek    | Adiq Husainie Othman |
| 2012  | Kazuhiro Mori      | Mohammad Rajablou | Choi Seung-woo       |
| 2013  | Cho Ho-sung        | Choi Ki-ho        | Mohammad Rajablou    |
| 2014  | Cheung King-lok    | Feng Chun-kai     | Mohammad Rajablou    |
| 2015  | Takuto Kurabayashi | Yousif Mirza      | Shin Don-gin         |
| 2016  | Min Kyeong-ho      | Cheung King-lok   | Chen Chien-liang     |
| 2017  | Takuto Kurabayashi | Chen Chien-chou   | Yousif Mirza         |
| 2018  | Yousif Mirza       | Cheung King-lok   | Muradian Khalmuratov |
| 2019  | Park Sang-hoon     | Artyom Zakharov   | Muradjan Khalmuratov |
| 2020  | Kim Eu-ro          | Bernard Van Aert  | Roman Vassilenkov    |
| 2022  | Yousif Mirza       | Kim Eu-ro         | Naoki Kojima         |
| 2023  | Naoki Kojima       | Chang Chih-sheng  | Mow Ching-ying       |
| 2024  | Naoki Kojima       | Alisher Zhumakan  | Mow Ching-ying       |
| 2025  | Tetsuo Yamamoto    | Alisher Zhumakan  | Mow Ching-yin        |

### Scratch
| Année | Or                        | Argent                       | Bronze                       |
| ----- | ------------------------- | ---------------------------- | ---------------------------- |
| 2003  | Song Kyung-Bang           | Mahdi Sohrabi                | Alireza Haghi                |
| 2004  | Kei Uchida                | Wang Guozhang                | Wong Kamp-po                 |
| 2005  | You Tae-bok               | Kazuhiro Mori                | Alexey Zaitsev               |
| 2006  | You Tae-bok               | Mohd Sayuti Mohd Zahit       | Wong Kamp-po                 |
| 2007  | Harrif Salleh             | Reona Sumi                   | Suphat Theerawanitchanan     |
| 2008  | Reona Sumi                | Temur Mukhamedov             | Lee Wei-cheng                |
| 2009  | Mahdi Sohrabi             | Ilya Chernyshov              | Wong Kamp-po                 |
| 2010  | Choe Hyeong-min           | Evgeniy Sladkov              | Thurakit Boonratanathanakorn |
| 2011  | Jang Sun-jae              | Arvin Moazemi                | Thurakit Boonratanathanakorn |
| 2012  | Feng Chun-kai             | Thurakit Boonratanathanakorn | Harrif Salleh                |
| 2013  | Cho Ho-sung               | Hossein Nateghi              | Liu Ching-feng               |
| 2014  | Cho Ho-sung               | Behnam Khalilikhosroshahi    | Feng Chun-kai                |
| 2015  | Behnam Khalilikhosroshahi | Jan Paul Morales             | Liu Ching-feng               |
| 2016  | Takuto Kurabayashi        | Robert Gaineyev              | Park Keon-woo                |
| 2017  | Leung Chun-wing           | Mohammad Rajablou            | Robert Gaineyev              |
| 2018  | Guo Liang                 | Arvin Moazemi                | Batsaikhan Tegshbayar        |
| 2019  | Patompob Phonarjthan      | Tegshbayar Batsaikhan        | Leung Ka-yu                  |
| 2020  | Mow Ching-yin             | Alisher Zhumakan             | Bernard Van Aert             |
| 2022  | Eiya Hashimoto            | Terry Yudha Kusuma           | Mohammad Ganjkhanlou         |
| 2023  | Mohammad Ganjkhanlou      | Shunsuke Imamura             | Ruslan Yelyubayev            |
| 2024  | Terry Yudha Kusuma        | Shunsuke Imamura             | Kim Hyeon-seok               |
| 2025  | Dmitriy Bocharov          | Kazushige Kuboki             | Terry Yudha Kusuma           |

### Américaine
| Année | Or                                         | Argent                                           | Bronze                                             |
| ----- | ------------------------------------------ | ------------------------------------------------ | -------------------------------------------------- |
| 1999  | Iran Alireza Haghi Moezeddin Seyed Rezaei  | Japon                                            | Hong Kong Wong Kam Po Ho Siu Lun                   |
| 2001  | Japon                                      | Iran Amir Zargari Alireza Haghi                  | Hong Kong                                          |
| 2003  | Kazakhstan Yuriy Yuda Vladimir Bushanskiy  | Corée du Sud Kwak Hoon-sin Suh Seok-kyu          | Iran Amir Zargari Abbas Saeidi Tanha               |
| 2004  | Chine Shi Guijun Wang Guozhang             | Japon Taiji Nishitani Kazuhiro Mori              | Corée du Sud Choi Dae-yong Lee Hyun-gu             |
| 2006  | Corée du Sud Youm Jung-hwan Park Sung-baek | Hong Kong Cheung King Wai Wong Kam Po            | Iran Mahdi Sohrabi Amir Zargari                    |
| 2007  | Corée du Sud Jang Sun-jae Jang Chan-jae    | Japon Makoto Iijima Kazuhiro Mori                | Iran Mahdi Sohrabi Amir Zargari                    |
| 2008  | Hong Kong Wong Kam Po Kwok Ho Ting         | Ouzbékistan Vadim Shaekov Temur Mukhamedov       | Corée du Sud Shin Dong-hyun Lee Chan-woo           |
| 2009  | Hong Kong Kwok Ho Ting Wong Kam Po         | Japon Kazuhiro Mori Masakazu Ito                 | Kazakhstan Sergey Kuzin Ilya Chernyshov            |
| 2010  | Corée du Sud Jang Sun-jae Park Seon-ho     | Hong Kong Wong Kam Po Choi Ki Ho                 | Japon Ryu Sasaki Yu Motosuna                       |
| 2011  | Hong Kong Kwok Ho Ting Choi Ki Ho          | Iran Alireza Haghi Mohammad Rajablou             | Japon Kazushige Kuboki Taiji Nishitani             |
| 2012  | Hong Kong Cheung King Lok Choi Ki Ho       | Kazakhstan Artyom Zakharov Pavel Gatskiy         | Iran Amir Zargari Abbas Saeidi Tanha               |
| 2013  | Hong Kong Choi Ki Ho Kwok Ho Ting          | Corée du Sud Choi Seung-woo Jang Sun-jae         | Iran Alireza Haghi Mohammad Rajablou               |
| 2014  | Hong Kong Cheung King Lok Leung Chun Wing  | Kazakhstan Nikita Panassenko Pavel Gatskiy       | Corée du Sud Jang Sun-jae Park Keon-woo            |
| 2015  | Hong Kong Cheung King Lok Leung Chun Wing  | Iran Arvin Moazemi Amir Zargari                  | Corée du Sud Choi Seung-woo Park Keon-woo          |
| 2016  | Corée du Sud Shin Don-gin Park Keon-woo    | Hong Kong Cheung King Lok Leung Chun Wing        | Kazakhstan Nikita Panassenko Robert Gaineyev       |
| 2017  | Corée du Sud Park Sang-hoon Im Jae-yeon    | Kazakhstan Sultanmurat Miraliyev Artyom Zakharov | Japon Taisei Kobayashi Minori Shimmura             |
| 2018  | Hong Kong Cheung King Lok Leung Chun Wing  | Iran Mohammad Rajablou Mahdi Sohrabi             | Corée du Sud Im Jae-yeon Kim Ok-cheol              |
| 2019  | Corée du Sud Im Jae-yeon Kim Ok-cheol      | Chine Guo Liang Shen Pingan                      | Japon Eiya Hashimoto Kazushige Kuboki              |
| 2020  | Corée du Sud Shin Don-gin Kim Eu-ro        | Japon Eiya Hashimoto Kazushige Kuboki            | Kazakhstan Artyom Zakharov Roman Vassilenkov       |
| 2022  | Japon Shunsuke Imamura Kazushige Kuboki    | Corée du Sud Park Sang-hoon Min Kyeong-ho        | Kazakhstan Artyom Zakharov Alisher Zhumakan        |
| 2023  | Japon Kazushige Kuboki Shunsuke Imamura    | Hong Kong Leung Ka Yu Leung Chun Wing            | Indonésie Bernard Van Aert Terry Yudha Kusuma      |
| 2024  | Japon- Shunsuke Imamura - Kazushige Kuboki | Indonésie- Bernard Van Aert - Terry Yudha Kusuma | Kazakhstan- Alisher Zhumakan - Ramis Dinmukhametov |
| 2025  | Japon- Eiya Hashimoto - Kazushige Kuboki   | Corée du Sud- Kim Eu-ro - Park Sang-hoon         | Indonésie- Terry Yudha Kusuma - Bernard Van Aert   |

### Omnium
| Année | Or                    | Argent           | Bronze               |
| ----- | --------------------- | ---------------- | -------------------- |
| 2008  | Wu Po-hung            | Alexey Lyalko    | Kwok Ho Ting         |
| 2009  | Kwok Ho Ting          | Wu Po-hung       | Ryu Sasaki           |
| 2010  | Cho Ho-Sung           | Kazuhiro Mori    | Wu Po-hung           |
| 2011  | Cho Ho-Sung           | Kwok Ho Ting     | Kazuhiro Mori        |
| 2012  | Alexey Lyalko         | Jang Sun-jae     | Kwok Ho Ting         |
| 2013  | Artyom Zakharov       | Shan Shuang      | Kazushige Kuboki     |
| 2014  | Liu Hao               | Eiya Hashimoto   | Cheung King Lok      |
| 2015  | Gumerov Timur         | Im Jae-yeon      | Artyom Zakharov      |
| 2016  | Eiya Hashimoto        | Artyom Zakharov  | Liu Hao              |
| 2017  | Sultanmurat Miraliyev | Leung Chun Wing  | Kim Ok-cheol         |
| 2018  | Eiya Hashimoto        | Yousif Mirza     | Artyom Zakharov      |
| 2019  | Eiya Hashimoto        | Yousif Mirza     | Shin Don-gin         |
| 2020  | Eiya Hashimoto        | Artyom Zakharov  | Shin Don-gin         |
| 2022  | Shunsuke Imamura      | Artyom Zakharov  | Mohammad Ganjkhanlou |
| 2023  | Eiya Hashimoto        | Artyom Zakharov  | Park Sang-hoon       |
| 2024  | Eiya Hashimoto        | Bernard Van Aert | Tso Kai Kwong        |
| 2025  | Naoki Kojima          | Bernard Van Aert | Li Jing Feng         |

### Course par élimination
| Année | Or               | Argent              | Bronze              |
| ----- | ---------------- | ------------------- | ------------------- |
| 1995  | Cho Ho-Sung      | Sergey Konnov       | Norberto Oconer     |
| 2001  | Cho Ho-Sung      | Paulo Manapul       | Amir Zargari        |
| 2002  | Amir Zargari     | Makoto Iijima       | Agus Yulianto       |
| 2003  | Choi Soon-Young  | Amir Zargari        | Alexey Kolessov     |
| 2004  | Amir Zargari     | Makoto Iijima       | Agus Yulianto       |
| 2005  | Park Sung-Baek   | Alexey Lyalko       | Im Byung-Hyun       |
| 2023  | Eiya Hashimoto   | Ramis Dinmukhametov | Leung Chun Wing     |
| 2024  | Shunsuke Imamura | Nikita Tsvetkov     | Ramis Dinmukhametov |
| 2025  | Eiya Hashimoto   | Park Sang-hoon      | Bernard Van Aert    |

## Épreuves féminines

### 500 mètres
| Année | Or                           | Argent                       | Bronze               |
| ----- | ---------------------------- | ---------------------------- | -------------------- |
| 1995  | Chang Yubin                  |                              |                      |
| 2001  | Lu Yi-wen                    | Maya Tachikawa               | Ku Hyun-Jin          |
| 2002  | Jiang Yonghua                | Maya Tachikawa               | Lu Yi-wen            |
| 2003  | Jiang Cuihua                 | Maya Tachikawa               | Kim Yong-Mi          |
| 2004  | Jiang Yonghua                | Tian Fang                    | Maya Tachikawa       |
| 2006  | Gong Jinjie                  | Hsiao Mei-yu                 | You Jin-A            |
| 2007  | Hsiao Mei-yu                 | Guo Shuang                   | Uyun Muzizah         |
| 2008  | Gong Jinjie                  | Fatehah Mustapa              | Huang Ting-ying      |
| 2009  | Gong Jinjie                  | Lee Wai-sze                  | Fatehah Mustapa      |
| 2010  | Guo Shuang                   | Lee Wai-sze                  | Kim Won-Gyeong       |
| 2011  | Lee Wai-sze                  | Guo Shuang                   | Fatehah Mustapa      |
| 2012  | Lee Wai-sze                  | Xu Yulei                     | Fatehah Mustapa      |
| 2013  | Lee Wai-sze                  | Shi Jingjing                 | Fatehah Mustapa      |
| 2014  | Lee Wai-sze                  | Lee Hyejin                   | Fatehah Mustapa      |
| 2015  | Lee Wai-sze                  | Fatehah Mustapa              | Kayono Maeda         |
| 2016  | Zhong Tianshi                | Lee Wai-sze                  | Hsiao Mei Yu         |
| 2017  | Lee Wai-sze                  | Cho Sun-young                | Li Xue Mei           |
| 2018  | Lee Wai-sze                  | Song Chaorui                 | Fatehah Mustapa      |
| 2019  | Lin Junhong                  | Kim Soo-hyun                 | Crismonita Dwi Putri |
| 2020  | Chen Feifei                  | Kim Soo-hyun                 | Fatehah Mustapa      |
| 2022  | Nurul Izzah Izzati Mohd Asri | Kim Bo-mi                    | Mayuri Dhanraj Lute  |
| 2023  | Jiang Yulu                   | Nurul Izzah Izzati Mohd Asri | Aki Sakai            |
| 2024  | Nurul Izzah Izzati Mohd Asri | Hwang Hyeon-seo              | Luo Shuyan           |

### Kilomètre
| Année | Or                           | Argent     | Bronze          |
| ----- | ---------------------------- | ---------- | --------------- |
| 2025  | Nurul Izzah Izzati Mohd Asri | Luo Shuyan | Hwang Hyeon-seo |

### Keirin
| Année | Or                           | Argent          | Bronze                       |
| ----- | ---------------------------- | --------------- | ---------------------------- |
| 2003  | Jiang Cuihua                 | Maya Tachikawa  | Lee Jong-Ae                  |
| 2004  | Maya Tachikawa               | Tian Fang       | Ahn Yeon-Hee                 |
| 2006  | You Jin-A                    | Li Na           | Hsiao Mei-yu                 |
| 2007  | Zheng Lulu                   | Sakie Tsukuda   | Gu Sun-Geun                  |
| 2008  | Zheng Lulu                   | Fatehah Mustapa | Jutatip Maneephan            |
| 2009  | Zheng Lulu                   | Hiroko Ishii    | Jutatip Maneephan            |
| 2011  | Guo Shuang                   | Park Eun-Mi     | Gong Jinjie                  |
| 2012  | Fatehah Mustapa              | Xu Yulei        | Lee Wai-sze                  |
| 2013  | Lee Wai-sze                  | Fatehah Mustapa | Li Xuemei                    |
| 2014  | Lee Wai-sze                  | Kim Won-Gyeong  | Zhong Tianshi                |
| 2015  | Junhong Lin                  | Lee Hyejin      | Lee Wai-sze                  |
| 2016  | Lee Wai-sze                  | Fatehah Mustapa | Lee Hyejin                   |
| 2017  | Lee Wai-sze                  | Lee Hyejin      | Kayono Maeda                 |
| 2018  | Lee Wai-sze                  | Lee Hye-jin     | Zhong Tianshi                |
| 2019  | Yuka Kobayashi               | Lee Wai-sze     | Zhong Tianshi                |
| 2020  | Lee Wai Sze                  | Yuka Kobayashi  | Lee Hye-jin                  |
| 2022  | Mina Sato                    | Park Ji-hae     | Nurul Izzah Izzati Mohd Asri |
| 2023  | Mina Sato                    | Fuko Umekawa    | Riyu Ohta                    |
| 2024  | Nurul Izzah Izzati Mohd Asri | Tong Mengqi     | Anis Amira Rosidi            |
| 2025  | Nurul Izzah Izzati Mohd Asri | Kim Ha-eun      | Guo Yufang                   |

### Vitesse individuelle
| Année | Or              | Argent          | Bronze                       |
| ----- | --------------- | --------------- | ---------------------------- |
| 1995  | Chang Yubin     | Seiko Hashimoto | Shim Eun-jung                |
| 1999  | Wang Yan        | Jiang Cuihua    | Kazuyo Murashita             |
| 2001  | Lu Yi-wen       | Lee Jong-Ae     | Ku Hyun-Jin                  |
| 2002  | Tian Fang       | Maya Tachikawa  | Lu Yi-wen                    |
| 2003  | Jiang Cuihua    | Ahn Yun-Hee     | Maya Tachikawa               |
| 2004  | Jiang Yonghua   | Tian Fang       | Maya Tachikawa               |
| 2005  | Zhang Lei       | Gao Yawei       | Gu Hyon-Jin                  |
| 2006  | Gong Jinjie     | Li Na           | You Jin-A                    |
| 2007  | Guo Shuang      | Zheng Lulu      | Uyun Muzizah                 |
| 2008  | Zheng Lulu      | Gong Jinjie     | Huang Ting-ying              |
| 2009  | Zheng Lulu      | Gong Jinjie     | Fatehah Mustapa              |
| 2010  | Guo Shuang      | Gong Jinjie     | Lee Wai-sze                  |
| 2011  | Guo Shuang      | Lin Junhong     | Lee Wai-sze                  |
| 2012  | Lee Wai-sze     | Fatehah Mustapa | Shi Jingjing                 |
| 2013  | Fatehah Mustapa | Shi Jingjing    | Li Xuemei                    |
| 2014  | Junhong Lin     | Zhong Tianshi   | Lee Wai-sze                  |
| 2015  | Lee Wai-sze     | Junhong Lin     | Fatehah Mustapa              |
| 2016  | Junhong Lin     | Lee Hyejin      | Lee Wai-sze                  |
| 2017  | Lee Wai-sze     | Kim Won-Gyeong  | Lee Hyejin                   |
| 2018  | Lee Wai-sze     | Zhong Tianshi   | Lee Hye-jin                  |
| 2019  | Lee Wai-sze     | Zhong Tianshi   | Lee Hye-jin                  |
| 2020  | Lee Wai Sze     | Zhong Tianshi   | Yuka Kobayashi               |
| 2022  | Riyu Ohta       | Yuka Kobayashi  | Cho Sun-young                |
| 2023  | Riyu Ohta       | Mina Sato       | Fuko Umekawa                 |
| 2024  | Wang Lijuan     | Tong Mengqi     | Nurul Izzah Izzati Mohd Asri |
| 2025  | Mina Sato       | Guo Yufang      | Nurul Izzah Izzati Mohd Asri |

### Vitesse par équipes
| Année | Or                                                     | Argent                                                                                   | Bronze                                                     |
| ----- | ------------------------------------------------------ | ---------------------------------------------------------------------------------------- | ---------------------------------------------------------- |
| 2001  | Corée du Sud Kim Yong-Mi Lee Jong-Ae Ku Hyun-Jin       | Taipei chinois Lu Yi-wen Wu Fang-ju Hsu Pei-wen                                          | Indonésie Nurhayati Secelia Sucestoria Santia Tri Kusuma   |
| 2003  | Japon Maya Tachikawa Masumi Shinozaki Tomoko Endo      | Chine Tian Fang Ni Fenghan Jiang Yanxia                                                  | Corée du Sud Kim Sun-Hee Ahn Yun-Hee Lee Jong-Ae           |
| 2004  | Chine                                                  | Japon Maya Tachikawa Tomoko Endo                                                         | Taipei chinois                                             |
| 2005  | Chine Zhang Lei Gao Yawei Gong Jinjie                  | Corée du Sud Gu Hyon-Jin You Jin-A Kim Soo-Hyun                                          | Taipei chinois Hsiao Mei-yu Lan Hsiao-yun Huang Ho-hsun    |
| 2006  | Chine Gong Jinjie Wang Jianling                        | Corée du Sud Lee Min-Hye You Jin-A                                                       | Taipei chinois I Fang-ju Tseng Hsiao-chia                  |
| 2007  | Chine Guo Shuang Zheng Lulu                            | Indonésie Uyun Muzizah Santia Tri Kusuma                                                 | Thaïlande Jutatip Maneephan Wathinee Luekajorh             |
| 2008  | Chine Zheng Lulu Gong Jinjie                           | Taipei chinois Hsiao Mei-yu Huang Ting-ying                                              | Corée du Sud You Jin-A Lee Eun-Ji                          |
| 2009  | Chine Zheng Lulu Gong Jinjie                           | Taipei chinois Hsiao Mei-yu Huang Ting-ying                                              | Thaïlande Jutatip Maneephan Wathinee Luekajorh             |
| 2010  | Chine Gong Jinjie Lin Junhong                          | Taipei chinois Hsiao Mei-yu Huang Ting-ying                                              | Hong Kong Lee Wai-sze Meng Zhao Juan                       |
| 2011  | Chine Lin Junhong Gong Jinjie                          | Corée du Sud Kim Won-Gyeong Lee Eun-Ji                                                   | Hong Kong Lee Wai-sze Meng Zhao Juan                       |
| 2012  | Chine Shi Jingjing Xu Yulei                            | Corée du Sud Lee Eun-Ji Lee Hye-Jin                                                      | Hong Kong Diao Xiao Juan Wang Xiao Fei                     |
| 2013  | Chine Li Xuemei Shi Jingjing                           | Japon Kanako Kase Ryoko Nakagawa                                                         | Corée du Sud Hong Hyeon-Ji Lee Hye-Jin                     |
| 2014  | Chine Junhong Lin Zhong Tianshi                        | Corée du Sud Kim Won-Gyeong Lee Hyejin                                                   | Japon Kayono Maeda Takako Ishii                            |
| 2015  | Corée du Sud Choi Seul-gi Lee Hye-jin                  | Japon Kayono Maeda Takako Ishii                                                          | Chine Li Xuemei Shi Jingjing                               |
| 2016  | Chine Gong Jinjie Zhong Tianshi                        | Corée du Sud Lee Hyejin Cho Sun-Young                                                    | Japon Takako Ishii Kayono Maeda                            |
| 2017  | Corée du Sud Kim Won-Gyeong Lee Hyejin                 | Hong Kong Lee Wai-sze Ma Wing-yu                                                         | Japon Kayono Maeda Riyu Ohta                               |
| 2018  | Chine Zhong Tianshi Song Chaorui                       | Corée du Sud Lee Hye-jin Kim Won-gyeong                                                  | Japon Kayono Maeda Riyu Ohta                               |
| 2019  | Chine Lin Junhong Zhong Tianshi Guo Yufang             | Corée du Sud Kim Soo-hyun Lee Hye-jin                                                    | Hong Kong Lee Wai-sze Ma Wing Yu                           |
| 2020  | Chine Zhuang Wei Zhang Linyin Chen Feifei              | Corée du Sud Kim Soo-hyun Lee Hye-jin                                                    | Malaisie Fatehah Mustapa Anis Amira Rosidi                 |
| 2022  | Corée du Sud Cho Sun-young Park Ji-hae Hwang Hyeon-seo | Japon Riyu Ohta Yuka Kobayashi Mina Sato                                                 | Inde Triyasha Paul Shushikala Agashe Mayuri Dhanraj Lute   |
| 2023  | Chine Guo Yufang Bao Shanju Yuan Liying                | Japon Aki Sakai Riyu Ohta Mina Sato                                                      | Corée du Sud Hwang Hyeon-seo Lee Hye-jin Cho Sun-young     |
| 2024  | Chine- Zhou Fei - Tong Mengqi - Wang Lijuan            | Malaisie- Nurul Izzah Izzati Mohd Asri - Anis Amira Rosidi - Nurul Aliana Syafika Azizan | Corée du Sud- Hwang Hyeon-seo - Kim Hae-un - Cho Sun-young |
| 2025  | Chine- Bao Shanju - Guo Yufang - Luo Shuyan            | Malaisie- Anis Amira Rosidi - Nurul Izzah Izzati Mohd Asri - Nur Alyssa Mohd Farid       | Japon- Aki Sakai - Mina Sato - Haruka Nakazawa             |

### Poursuite individuelle
| Année | Or              | Argent            | Bronze            |
| ----- | --------------- | ----------------- | ----------------- |
| 1995  | Ma Huizhen      | Wang Quingzhi     |                   |
| 1999  | Zhao Haijuan    | Kim Yong-Mi       | Kaori Iida        |
| 2001  | Kim Yong-Mi     | Lim Hang-Jun      | Nurhayati         |
| 2002  | Zhao Haijuan    | Uyun Muzizah      | Lan Hsiao-yun     |
| 2003  | Li Meifang      | Zhang Junying     | Lim Hyung-Joon    |
| 2004  | Li Meifang      | Lim Hyung-Joon    | Lan Hsiao-yun     |
| 2005  | Liu Yongli      | Han Song-Hee      | Gu Sun-Geun       |
| 2006  | Lee Min-Hye     | Wang Li           | Liu Yongli        |
| 2007  | Lee Min-Hye     | Ha Seon-Ha        | Satomi Wadami     |
| 2008  | Li Wei          | Ha Seon-Ha        | Leow Hoay Sim     |
| 2009  | Wu Chaomei      | Satomi Wadami     | Chanpeng Nontasin |
| 2010  | Jiang Fan       | Na Ah-reum        | Chanpeng Nontasin |
| 2011  | Lee Ju-mi       | Chanpeng Nontasin | Wu Chaomei        |
| 2012  | Maki Tabata     | Jamie Wong        | Huang Ho-hsun     |
| 2013  | Kim Yu-Ri       | Sakura Tsukagoshi | Li Jiujin         |
| 2014  | Jing Yali       | Pang Yao          | Na Ah-reum        |
| 2015  | Huang Ting-ying | Yang Qianyu       | Supaksorn Nuntana |
| 2016  | Huang Ting-ying | Yang Qianyu       | Son Eunju         |
| 2017  | Lee Ju-mi       | Yumi Kajihara     | Huang Dong Yan    |
| 2018  | Lee Ju-mi       | Huang Ting Ying   | Ma Menglu         |
| 2019  | Lee Ju-mi       | Olga Zabelinskaya | Wang Hong         |
| 2020  | Lee Ju-mi       | Leung Bo Yee      | Luo Yiwei         |
| 2022  | Lee Ju-mi       | Kie Furuyama      | Yanina Kuskova    |
| 2023  | Wei Suwan       | Lee Ju-mi         | Maho Kakita       |
| 2024  | Maho Kakita     | Zhou Menghan      | Rinata Sultanova  |
| 2025  | Maho Kakita     | Shin Ji-eun       | Zhen Yi Yeong     |

### Poursuite par équipes
| Année | Or                                                                       | Argent                                                                                          | Bronze                                                                     |
| ----- | ------------------------------------------------------------------------ | ----------------------------------------------------------------------------------------------- | -------------------------------------------------------------------------- |
| 2001  | Taipei chinois Chen Chiung-yi Fang Fen-fang Lan Hsiao-yun Hwang He-xun   | Indonésie Nurhayati Secelia Sucestoria Santia Tri Kusuma Nuraini                                | Corée du Sud Kim Yong-Mi Lim Hang-Jun Lim Mi-Young Ku Hyun-Jin             |
| 2003  | Chine Li Meifang Qian Yunjuan Zhang Junying Jiang Yanxia                 | Corée du Sud Gu Sun-Geun Han Song-Hee Choi Hye-Kyeong Lim Hyung-Joon                            | Non décerné                                                                |
| 2005  | Corée du Sud Kim Soo-Hyun You Jin-A Gu Sun-Geun Han Song-Hee             | Inde Rameshwori Devi N. Chaoba Devi V. Rejani Kulwinder Kaur                                    | Non décerné                                                                |
| 2009  | Chine Meng Lang Wu Chaomei Tang Kerong                                   | Thaïlande Chanpeng Nontasin Monrudee Chapookham Wilaiwan Kunlapha                               | Indonésie Haryati Wahyuti Sri Rahayu Fitriyani                             |
| 2010  | Chine Jiang Fan Jiang Wenwen Liang Jing                                  | Corée du Sud Lee Min-Hye Na Ah-reum Son Eun-Ju                                                  | Taipei chinois Hsiao Mei-yu Huang Ho-hsun Tseng Hsiao-chia                 |
| 2011  | Chine Jiang Fan Liang Jing Jiang Wenwen                                  | Corée du Sud Lee Min-Hye Na Ah-reum Kim Yu-Ri                                                   | Hong Kong Meng Zhao Juan Jamie Wong Diao Xiao Juan                         |
| 2012  | Chine Jiang Fan Jiang Wenwen Liang Jing                                  | Japon Kanako Kase Maki Tabata Minami Uwano                                                      | Taipei chinois Hsiao Mei-yu Huang Ho-hsun Tseng Hsiao-chia                 |
| 2013  | Corée du Sud Kim Eun-Hee Kim Yu-Ri Lee Min-Hye Son Hee-Jung              | Japon Kanako Kase Yoko Kojima Sakura Tsukagoshi Minami Uwano                                    | Chine Gong Xingyu Li Jiujin Sha Hui Zhang Lei                              |
| 2014  | Chine Jing Yali Zhao Baofang Huang Dong Yan Jing Wenwen                  | Corée du Sud Na Ah-reum You Ri Kim Lee Min-hye Ju-Mi Lee                                        | Hong Kong Yang Qianyu Pang Yao Meng Zhao Juan Jamie Wong                   |
| 2015  | Chine Jing Yali Zhao Baofang Huang Dong Yan Jiang Wenwen                 | Hong Kong Yang Qianyu Pang Yao Meng Zhao Juan Leung Bo Yee                                      | Japon Kanako Kase Sakura Tsukagoshi Minami Uwano Kisato Nakamura           |
| 2016  | Chine Huang Dong Yan Ma Menglu Wang Hong Chen Lulu                       | Japon Sakura Tsukagoshi Minami Uwano Kisato Nakamura Yumi Kajihara                              | Corée du Sud Kim Youri Son Eunju Lee Joohee Kang Hyunkyun                  |
| 2017  | Chine Huang Dong Yan Chen Qiao Ling Chen Si Yu Luo Xiao Ling Yang Jinsik | Hong Kong Yang Qianyu Pang Yao Leung Bo Yee Diao Xiaojuan                                       | Corée du Sud Lee Ju-mi Son Eunju Kang Hyunkyun Kim Youri                   |
| 2018  | Japon Yuya Hashimoto Kie Furuyama Yumi Kajihara Kisato Nakamura          | Chine Wang Xiaofei Liu Juali Wang Hong Ma Menglu                                                | Corée du Sud Lee Ju-mi Kim You-ri Kim Hyun-ji Yu Seon-ha                   |
| 2019  | Corée du Sud Kim You-ri Jang Su-ji Lee Ju-mi Na Ah-reum                  | Japon Kie Furuyama Yumi Kajihara Kisato Nakamura Miho Yoshikawa                                 | Chine Liu Jiali Wang Xiaofei Wang Hong Chen Qiaolin                        |
| 2020  | Corée du Sud Lee Ju-mi Na Ah-reum Kim Hyun-ji Jang Su-ji                 | Chine Wang Xiaofei Liu Jiali Cao Yuan Huang Zhilin                                              | Japon Yumi Kajihara Kie Furuyama Kisato Nakamura Nao Suzuki                |
| 2022  | Corée du Sud Lee Ju-mi Na Ah-reum Kim You-ri Shin Ji-eun Kang Hyun-kyung | Kazakhstan Marina Kuzmina Svetlana Pachshenko Rinata Sultanova Anzhela Solovyeva Faina Potapova | Inde Swasti Singh Chayanika Gogoi Meenakshi Rohilla Monika Jat Rejiye Devi |
| 2023  | Japon Yumi Kajihara Maho Kakita Mizuki Ikeda Tsuyaka Uchino              | Chine Wang Susu Wei Suwan Zhang Hongjie Wang Xiaoyue                                            | Corée du Sud Shin Jie-un Na Ah-reum Lee Ju-mi Lee Eun-hee                  |
| 2024  | Japon- Tsuyaka Uchino - Maho Kakita - Mizuki Ikeda - Yumi Kajihara       | Chine- Zhang Hongjie - Wang Susu - Wang Xiaoyue - Wei Suwan                                     | Corée du Sud- Song Min-ji - Kim Min-jeong - Kang Hyun-kyung - Lee Eun-hee  |
| 2025  | Japon- Mizuki Ikeda - Yumi Kajihara - Tsuyaka Uchino - Maho Kakita       | Corée du Sud- Shin Ji-eun - Kim Min-jeong - Jang Su-ji - Song Min-ji                            | Hong Kong- Sze-wing Lee - Leung Wing Yee - Leung Bo Yee - Yang Qianyu      |

### Course aux points
| Année | Or                | Argent                   | Bronze            |
| ----- | ----------------- | ------------------------ | ----------------- |
| 1995  | Chang Yubin       | Nurhayati                | Chang Hsu-ying    |
| 1999  | Kaori Iida        | Fang Fen-fang            | Kim Yong-Mi       |
| 2001  | Kim Yong-Mi       | Nurhayati                | Lim Mi-Young      |
| 2002  | Yang Limei        | Lan Hsiao-yun            | Zheng Puxiang     |
| 2003  | Han Song-Hee      | Ni Fenghan               | Ayumi Otsuka      |
| 2004  | Chanpeng Nontasin | Ni Fenghan               | Lan Hsiao-yun     |
| 2005  | Gu Sun-Geun       | Mayuko Hagiwara          | Noor Azian Alias  |
| 2006  | Li Yan            | Wang Jianling            | Jamie Wong        |
| 2007  | Li Yan            | Jamie Wong               | Satomi Wadami     |
| 2008  | Kim Eun-Hee       | Chanpeng Nontasin        | Li Wei            |
| 2009  | Meng Lang         | Chanpeng Nontasin        | Hiroko Ishii      |
| 2010  | Mayuko Hagiwara   | Jamie Wong               | Tang Kerong       |
| 2011  | Na Ah-reum        | Wu Chaomei               | Jamie Wong        |
| 2012  | Jamie Wong        | Olga Drobysheva          | Maki Tabata       |
| 2013  | Jamie Wong        | Minami Uwano             | Jupha Somnet      |
| 2014  | Kisato Nakamura   | Nontasin Chanpeng        | Jupha Somnet      |
| 2015  | Huang Ting-ying   | Chaek Yung Lee           | Sakura Tsukagoshi |
| 2016  | Huang Ting-ying   | Jupha Somnet             | Minami Uwano      |
| 2017  | Yumi Kajihara     | Huang Li                 | Kim Youri         |
| 2018  | Jupha Somnet      | Diao Xiaojuan            | Zeng Ke-xin       |
| 2019  | Olga Zabelinskaya | Huang Ting-ying          | Zhang Ying        |
| 2020  | Olga Zabelinskaya | Na Ah-reum               | Leung Bo Yee      |
| 2022  | Tsuyaka Uchino    | Kang Hyun-kyung          | Yanina Kuskova    |
| 2023  | Liu Jiali         | Olga Zabelinskaïa        | Mizuki Ikeda      |
| 2024  | Tsuyaka Uchino    | Margarita Misyurina      | Leung Bo Yee      |
| 2025  | Maho Kakita       | Nur Aisyah Mohamad Zubir | Nafosat Kozieva   |

### Scratch
| Année | Or               | Argent                   | Bronze            |
| ----- | ---------------- | ------------------------ | ----------------- |
| 2003  | Lan Hsiao-yun    | Jiang Yanxia             | Gu Sun-Geun       |
| 2005  | Kim Soo-Hyun     | Hsiao Mei-yu             | Noor Azian Alias  |
| 2007  | Son Hee-Jung     | Gu Sun-Geun              | Santia Tri Kusuma |
| 2008  | Park Eun-Mi      | Santia Tri Kusuma        | Diao Xiao Juan    |
| 2009  | Meng Lang        | Jamie Wong               | Thatsani Wichana  |
| 2010  | I Fang-ju        | Lee Min-Hye              | Diao Xiao Juan    |
| 2011  | Tseng Hsiao-chia | Jamie Wong               | Jutatip Maneephan |
| 2012  | Diao Xiao Juan   | Panwaraporn Boonsawat    | Maki Tabata       |
| 2013  | Kim Eun-Hee      | Tseng Hsiao-chia         | Gong Xingyu       |
| 2014  | Huang Dong Yan   | Yang Qianyu              | Tseng Hsiao Chia  |
| 2015  | Huang Ting-ying  | Pang Yao                 | Yoko Kojima       |
| 2016  | Yumi Kajihara    | Huang Ting-ying          | Jupha Somnet      |
| 2017  | Huang Li         | Kang Hyun-kyung          | Diao Xiao Juan    |
| 2018  | Huang Ting Ying  | Diao Xiaojuan            | Wang Xiaofei      |
| 2019  | Huang Ting-ying  | Shen Shanrong            | Pang Yao          |
| 2020  | Kie Furuyama     | Rinata Sultanova         | Shen Shanrong     |
| 2022  | Kim You-ri       | Kie Furuyama             | Chayanika Gogoi   |
| 2023  | Yumi Kajihara    | Liu Jiali                | Lee Sze Wing      |
| 2024  | Liu Jiali        | Lee Sze Wing             | Mizuki Ikeda      |
| 2025  | Sze-wing Lee     | Nur Aisyah Mohamad Zubir | Ayana Mizutani    |

### Américaine
| Année | Or                                    | Argent                                           | Bronze                                            |
| ----- | ------------------------------------- | ------------------------------------------------ | ------------------------------------------------- |
| 2017  | Hong Kong Pang Yao Meng Zhaojuan      | Corée du Sud Son Eun-ju Kang Hyun-kyung          | Japon Kie Furuyama Yumi Kajihara                  |
| 2018  | Japon Kisato Nakamura Yumi Kajihara   | Corée du Sud Kim You-ri Yu Seon-ha               | Chine Jin Chenhong Liu Jiali                      |
| 2019  | Japon Kie Furuyama Yumi Kajihara      | Corée du Sud Kim You-ri Na Ah-reum               | Ouzbékistan Ekaterina Knebeleva Olga Zabelinskaya |
| 2020  | Hong Kong Yang Qianyu Pang Yao        | Chine Wang Xiaofei Liu Jiali                     | Corée du Sud Yu Seon-ha Na Ah-reum                |
| 2022  | Japon Kie Furuyama Tsuyaka Uchino     | Corée du Sud Kim You-ri Na Ah-reum               | Ouzbékistan Nafosat Kozieva Yanina Kuskova        |
| 2023  | Japon Yumi Kajihara Tsuyaka Uchino    | Corée du Sud Lee Ju-mi Na Ah-reum                | Ouzbékistan Olga Zabelinskaïa Nafosat Kozieva     |
| 2024  | Japon- Tsuyaka Uchino - Maho Kakita   | Ouzbékistan- Olga Zabelinskaïa - Nasofat Kozieva | Hong Kong- Leung Wing Yee - Lee Sze Wing          |
| 2025  | Japon- Yumi Kajihara - Tsuyaka Uchino | Hong Kong- Sze-wing Lee - Leung Wing Yee         | Ouzbékistan- Nafosat Kozieva - Asal Rizaeva       |

### Omnium
| Année | Or                | Argent                 | Bronze            |
| ----- | ----------------- | ---------------------- | ----------------- |
| 2009  | Santia Tri Kusuma | Sutharat Boonsawat     | Hsiao Mei-yu      |
| 2010  | Na Ah-reum        | Diao Xiao Juan         | Hsiao Mei-yu      |
| 2011  | Lee Min-Hye       | Jutatip Maneephan      | Minami Uwano      |
| 2012  | Huang Li          | Hsiao Mei-yu           | Lee Min-Hye       |
| 2013  | Hsiao Mei-yu      | Lee Min-Hye            | Minami Uwano      |
| 2014  | Luo Xiao Ling     | Hsiao Mei Yu           | Lee Min-hye       |
| 2015  | Luo Xiao Ling     | Diao Xiao Juan         | Hsiao Mei Yu      |
| 2016  | Luo Xiao Ling     | Hsiao Mei Yu           | Sakura Tsukagoshi |
| 2017  | Yumi Kajihara     | Luo Xiaoling           | Meng Zhaojuan     |
| 2018  | Yumi Kajihara     | Wang Xiaofei           | Huang Ting Ying   |
| 2019  | Yumi Kajihara     | Huang Ting-ying        | Olga Zabelinskaya |
| 2020  | Yumi Kajihara     | Wang Xiaofei           | Lee Sze Wing      |
| 2022  | Tsuyaka Uchino    | Ayustina Delia Priatna | Rinata Sultanova  |
| 2023  | Yumi Kajihara     | Lee Sze Wing           | Huang Ting-ying   |
| 2024  | Yumi Kajihara     | Liu Jiali              | Lee Sze Wing      |
| 2025  | Mizuki Ikeda      | Sze-wing Lee           | Nafosat Kozieva   |

### Course par élimination
| Année | Or                | Argent        | Bronze          |
| ----- | ----------------- | ------------- | --------------- |
| 2001  | Kim Yong-Mi       | Fang Fen-fang | Nurhayati       |
| 2002  | Santia Tri Kusuma | Uyun Muzizah  | Yu Hong         |
| 2003  | Wang Weiping      | Gu Sun-Geun   | Han Song-Hee    |
| 2023  | Tsuyaka Uchino    | Yang Qianyu   | Huang Ting-ying |
| 2024  | Yumi Kajihara     | Lee Sze Wing  | Huang Ting-ying |
| 2025  | Tsuyaka Uchino    | Sze-wing Lee  | Jang Su-ji      |